# BJTビジネス日本語能力テスト
BJTビジネス日本語能力テスト（英語: Business Japanese Proficiency Test、略：BJT）は、ビジネスの場における日本語のコミュニケーション能力を、客観的に測定・評価する試験の一つである。日本語を母語としないビジネス関係者や学生を主な対象者としている。日本漢字能力検定協会の主催で実施されている。
2010年8月2日、日本漢字能力検定協会は、2010年度限りで一時中止すると発表したが、同年11月25日に2011年秋に再開すると発表（その後、11月20日に第23回試験の実施が決定）。実質的に2011年上半期のみ中断することとなった。

## 概要
日本語試験はいくつかあるが、その中でも特にビジネス関係者や日本語でビジネスキャリアを形成したい人を対象とした試験である。ビジネスのさまざまな場面を題材とし、そこでの課題に対して適切なコミュニケーションを行える能力を測定している。
試験ごとの難易度や受験者の能力高低に左右されない尺度化された得点で結果が表示されるので、個人における能力の伸びや、他との比較が客観的にできる。
従来は日本貿易振興機構（ジェトロ）が実施していた。2006年11月、政府の行政改革の一環として、ジェトロのコア事業からは遠い事業となるBJTの実施は廃止または民間化せよ、との方向性が勧告された。民営化手続きにおいては入札を実施。2009年より日本漢字能力検定協会が継承している。
2017年から試験がCBT方式に変わり、試験会場にインドとシンガポールが加わると発表された。

## 試験
| テスト                   | 問題数 | 時間 |
| ------------------------ | ------ | ---- |
| 聞き取りテスト           | 35問   | 50分 |
| 聞き取り・読み取りテスト | 30問   | 30分 |
| 読み取りテスト           | 35問   | 40分 |

最高点は800点、最低点は0点。点数によってJ1+、J1、J2、J3、J4、J5の6段階で評価される。
2008年7月より、在留資格認定証明書交付申請における審査の参考として採用された。400点以上であれば大学等の入学（日本語能力試験では2級）、300点以上なら専門学校等の入学（日本語能力試験では4級）に相応する日本語能力を有するとみなされる。